# Rue de la Stratégie
La rue de la Stratégie (en néerlandais Krijgskundestraat) est une rue bruxelloise de la commune d'Auderghem qui relie la chaussée de Wavre au boulevard du Triomphe dans le quartier de la Chasse Royale sur une longueur de 150 mètres.

## Historique et description
La bande comprise entre la chaussée de Wavre et le boulevard du Triomphe devint territoire auderghemois lorsque l’on y aménagea le champ des manœuvres (devenu ensuite campus U.L.B-V.U.B), afin de mettre tous les terrains militaires sous le même règlement de police.
Jadis existait un petit sentier allant de la Chaussée de Wavre vers le chemin n° 1 et, ensuite continuait jusqu’au chemin n° 22 vers Watermael. Cette rue fut initialement appelée rue du Champ des Manœuvres. 
Le 24 mars 1916, cette voie reçut le nom de rue de la Stratégie, afin de supprimer les doublons en région bruxelloise.
- Premier permis de bâtir délivré le 1er octobre 1910 pour le n° 112.

Abords
Alphonse Valkeners habitait au n° 24.